# آس للمواد الكيميائية
آس المواد الكيميائية هي منظمة أعمال تجارية خيالية في كون دي سي كوميكس. وهو المكان الذي سقط فيه الجوكر (عندما كان القلنسوة الحمراء) في حاوية للمواد الكيميائية.

## التاريخ
تقع آس للمواد الكيميائية في مدينة غوثام. والمصنع متصل بكين للمواد الكيميائية، وهي شركة مملوكة من قبل ابوا مارثا واين، ثم بيعت إلى أبيكس للمواد الكيميائية، ثم تم تحويله إلى آس للمواد الكيميائية.
في ليلة سرقة المصنع من قبل عصابة القلنسوة الحمراء، علم باتمان بخطتهم وأعترضهم في المصنع. وواجه قائد العصابة القلنسوة الحمراء. في «سر القلنسوة الحمراء» و النكتة القاتلة, يقوم القلنسوة الحمراء بالغطس عمداً في حاوية من المواد الكيميائية أثناء محاولته الهروب من باتمان؛ في تصويرات أخرى مثل باتمان (فيلم 1989) ، يتسبب باتمان بطريق الخطأ بوقوع القلنسوة الحمراء في حاوية للمواد الكيميائية.
ينجو القلنسوة الحمراء من السقطة، ولكن تتركه المواد الكيميائية بشعر أخضر، وجلد وجه أبيض طباشيري، وشفاه حمراء. تشوه القلنسوة الحمراء يسبب معاناة نفسية ويؤدي لجنونه ليصبح الجوكر، وعلى مر السنين عاد الجوكر لمصنع آس للمواد الكيميائية عدة مرات، وفي بعض الأحيان كان مخبأه المؤقت.

## في وسائل الإعلام الأخرى

### التلفزيون

#### باتمان: سلسلة الرسوم المتحركة
الظهور الأول لآس للمواد الكيميائية في باتمان: سلسلة الرسوم المتحركة. حيث تدير شركة آس عدة منشآت في مدينة غوثام، بما في ذلك آس للمواد الكيميائية وآس للتخلص من النفايات. مصنع غوثام للمواد الكيميائية كان موقع الحادث الذي خلق جلجوكر، وبعد سبع سنوات من الحادث، كان أيضاً السبب في ولادة كريبر.

#### باتمان: الشجاع والجريء
كان الظهور الأول لمصنع آس للمواد الكيميائية في «التغطية العميقة لباتمان». حيث لايزال نفس الموقع الذي ولد منه الجوكر، ولكن في أرض موازية أيضاً يسمى مصنع آس للمواد الكيميائية حيث يقوم الشرير الرجل البوم بعمل نفس الشيء للبطل القلنسوة الحمراء (بديل الجوكر) الذي كان يستخدم المصنع كمخبأ; الرجل البوم يدفع القلنسوة عمداً إلى حاوية من المواد اللكيميائية، خالقاً شكل الشخصية، ولكن محفاظ على سلامة عقله.

#### غوثام
يظهر مصنع آس للمواد الكيميائية في الموسم 2 حلقة «الرجل الميت لايشعر بالبرد» من مسلسل غوثام. عبارة عن مصنع للمواد الكيميائية تابع لشركات واين وأحد المكانين حيث يكتسب فيكتور فرايز الهيليوم السائل فائق التبريد لأسلحته.

#### البرق
تظهر آس للمواد الكيميائية في الموسم 2 الحلقة «العودة إلى الوضع الطبيعي» من مسلسل فلاش. حيث يقاتل باري وفريقه غريفين الرمادي في أحد المخازن.

### الأفلام

#### باتمان لـ«تيم بيرتون»
تظهر آس للمواد الكيميائية في فيلم باتمان 1989, ولكن هنا أسمها أكسيز للمواد الكيميائية. حيث يأمر رئيس العصابة كارل غريسوم ساعده الأيمن جاك ابيير، للذهاب إلى المصنع لأزالة أي دليل يفضح علاقة أمبراطورية غريسوم. خلال عملية السطو، يلتقي نابيير مع باتمان والذي يؤدي به بالوقوع في حاوية من المواد الكيميائية، وتحول بعدها إلى مهرج. ويستخدم الجوكر بعدها المصنع لتصنيع غاز السمايليكس السام، قبل أن يتم تفجير المصنع من قبل باتمان.

#### كون دي سي الموسع

##### باتمان ضد سوبرمان: فجر العدالة
لم يظهر مصنع آس للمواد الكيميائية ولكن يمكن أن ينظر إليه في الخلفية أثناء قتال الثلاثي مع دومزداي.
كما ظهر في أعلان الخطوط الجوية التركية عن الفيلم.

##### الفرقة الأنتحارية
يظهر مصنع آس للمواد الكيميائية في الفلاش باك من فيلم الفرقة الانتحارية 2016.

#### الرسوم المتحركة

##### باتمان: تحت القلنسوة الحمراء
يظهر آس للمواد الكيميائية في الفلاش باك لفيلم باتمان: تحت القلنسوة الحمراء. حيث يطارد باتمان القلنسوة الحمراء إلى مصنع آس للمواد الكيميائية; موقع تحول القلنسوة الحمراء الأول إلى مهرج.

### ألعاب الفيديو

#### باتمان: أرتقاء سين تزو
يظهر مصنع آس للمواد الكيميائية في لعبة باتمان: أرتقاء سين تزو.

#### كون دي سي على الإنترنت
ظهر مصنع آس للمواد الكيميائية في كون دي سي على الأنترنت تقع في أوتيسبورغ في مدينة غوثام. حيث يستخدم T. O. Morrow مصنع آس للمواد الكيميائية كمخبأ له.

#### باتمان: مدينة أركام
ظهر مبنى آس للمواد الكيميائية (ليس المصنع) في باتمان: مدينة أركام باعتباره واحداً من العديد من المباني المحاطة بأسوار مدينة أركام الذي شيدت عليه، حيث يحتفظ بروس واين على جناح الوطواط في سقف المبنى تقوم بجلب زي الوطواط قرب بداية المباراة.

#### ليغو باتمان 2: أبطال دي سي الخارقون
يظهر مصنع آس للمواد الكيميائية في ليغو باتمان 2: أبطال دي سي الخارقون.

#### باتمان: أصول أركام
يظهر مصنع آس لمواد الكيميائية في باتمان: أصول أركام, حيث بالأمكان رؤية الجوكر يمشي في المصنع الكيميائي في زي القلنسوة الحمراء خلال الفلاش باك كحديثه للدكتورة هارلي كوين.

#### ليغو باتمان 3: ما وراء غوثام
يظهر آس للمواد الكيميائية في ليغو باتمان 3: ما وراء غوثام ، مستوى «مشكلة كبيرة في غوثام الصغيرة».

#### باتمان: فارس أركام
تظهر المنشأة الرئيسية من مصنع آس للمواد الكيميائية في باتمان: فارس أركام.
بمساعدة الميليشيا التابعة لفارس أركام، يقوم الفزاعة بالأستيلاء على المبنى لأنتاج سم الخوف الخاص به. وعندما يعلم باتمان بمكانه يتجه نحوه للقبض عليه وأنقاذ العمال الرهائن، ويصتدم وجه لوجه مع فارس أركام للمرة الأولى. يتمكن باتمان في نهاية المطاف من أنقاذ بقية الرهائن الباقين على قيد الحياة ويتواجه مع الفزاعة; ومع ذلك، يبوح له الفزاعة عن علمه بمكان باربرا غوردن، مما يهدد حياتها وحقيقة أنه قد أنتج ما يكفي من سم الخوف لتغطية كامل الساحل الشرقي. مستغلاً تردد باتمان، يقوم الفزاعة بأقفال غرفة التحكم عليه هارباً تاركاً البناء لينفجر. يتمكن باتمان من الحد من سم الخوف والهروب قبل أنفجار المبنى.